# USS Arizona (SSN-803)
El USS Arizona (SSN-803) será uno de los submarinos nucleares de la clase Virginia Bloque V de la Armada de los Estados Unidos.

## Construcción
Fue encargado a General Dynamics Electric Boat de Groton, Connecticut. La orden fue realizada el 12 de febrero de 2019.
En 2019 el secretario de la Marina Thomas Modly anunció su nombre USS Arizona, en honor al acorazado USS Arizona (BB-39) (perdido en 1941 durante el ataque a Pearl Harbor), y al estado de Arizona.